# Éva Gábor
Éva Gábor, född 11 februari 1919 i Budapest, Ungern, död 4 juli 1995 i Los Angeles, Kalifornien, var en ungerskfödd amerikansk skådespelare.
Hon började som cafésångare och konståkare. Hon var den första av de tre glamorösa systrarna Gábor som kom till USA i slutet på 1930-talet. Hon medverkade i Hollywoodfilmer från 1941 men sina största framgångar hade hon på Broadway, bland annat i The Happy Time 1950. Bland hennes filmer märks Jag minns Paris (1954) och Gigi (1958).
Eva Gabor var gift fem gånger. Hon var yngre syster till skådespelarna Magda Gabor (1915–1997) och Zsa Zsa Gabor (1917–2016).